# Матушевский, Винцент
Винце́нт Матуше́вский (пол. Wincenty Matuszewski; 3 марта 1869, Воля-Хрусьциньска, Лодзинское воеводство — 24 мая 1940, Витово-Колония, Куявско-Поморское воеводство) — блаженный Римско-католической церкви, священник, мученик. Входит в число 108 блаженных польских мучеников, беатифицированных Римским папой Иоанном Павлом II во время его посещения Варшавы 13 июня 1999 года.

## Биография
17 февраля 1895 года Винцент Матушевский был рукоположён в священника, после чего исполнял пастырские обязанности в различных католических приходах в Видаве, Нешаве, Влоцлавке и Ченстохове. В 1918 году был назначен настоятелем в приход селения Осенцины, в котором он прослужил до начала Второй мировой войны.
24 мая 1940 года Винцент Матушевский и священник Иосиф Кужава были убиты начальником местной немецкой полиции Иоганном Пихлером. Могилы убитых священником постепенно стали местом массового паломничества. 24 мая 1988 года в 48-ю годовщину их гибели Винцент Матушевский и Иосиф Кужава были объявлены Католической церковью «мучениками Евхаристии и единства священства».

## Прославление
13 июня 1999 года Винцент Матушевский был беатифицирован Римским папой Иоанном Павлом II вместе с другими польскими мучениками Второй мировой войны.
День памяти в Католической церкви — 12 июня.

## Источник
- Jan Cybertowicz, Błogosławieni Męczennicy', BIP